# 8935 Beccaria
8935 Beccaria este un asteroid din centura principală de asteroizi.

## Descriere
8935 Beccaria este un asteroid din centura principală de asteroizi. A fost descoperit pe 11 ianuarie 1997 la Sormano de Piero Sicoli și Marco Cavagna. Asteroidul prezintă o orbită caracterizată de o semiaxă mare de 2,23 ua, o excentricitate de 0,15 și o înclinație de 4,1° în raport cu ecliptica.